# مايكل كارلسون
مايكل كارلسون (بالسويدية: Michael Carlsson)‏ هو مدرب باندي ‏ سويدي، ولد في 31 مايو 1972 في يوسدال في السويد.